# Novoazovsk (huyện)
Huyện Novoazovsk (tiếng Ukraina: Новоазовський район, chuyển tự: Novoazovsks’kyi raion) là một huyện của tỉnh Donetsk thuộc Ukraina. Huyện Novoazovsk có diện tích 1000 km², dân số theo điều tra dân số ngày 5 tháng 12 năm 2001 là 22883 người với mật độ 23 người/km2. Trung tâm huyện nằm ở Novoazovsk.